# Carex wawuensis
Espèce
Classification phylogénétique
Carex wawuensis est une espèce des plantes du genre Carex et de la famille des Cyperaceae.